# Audi Q6 e-tron
L'Audi Q6 e-tron è un'autovettura elettrica prodotta a partire dal 2024 dalla casa automobilistica tedesca Audi.

## Descrizione e contesto

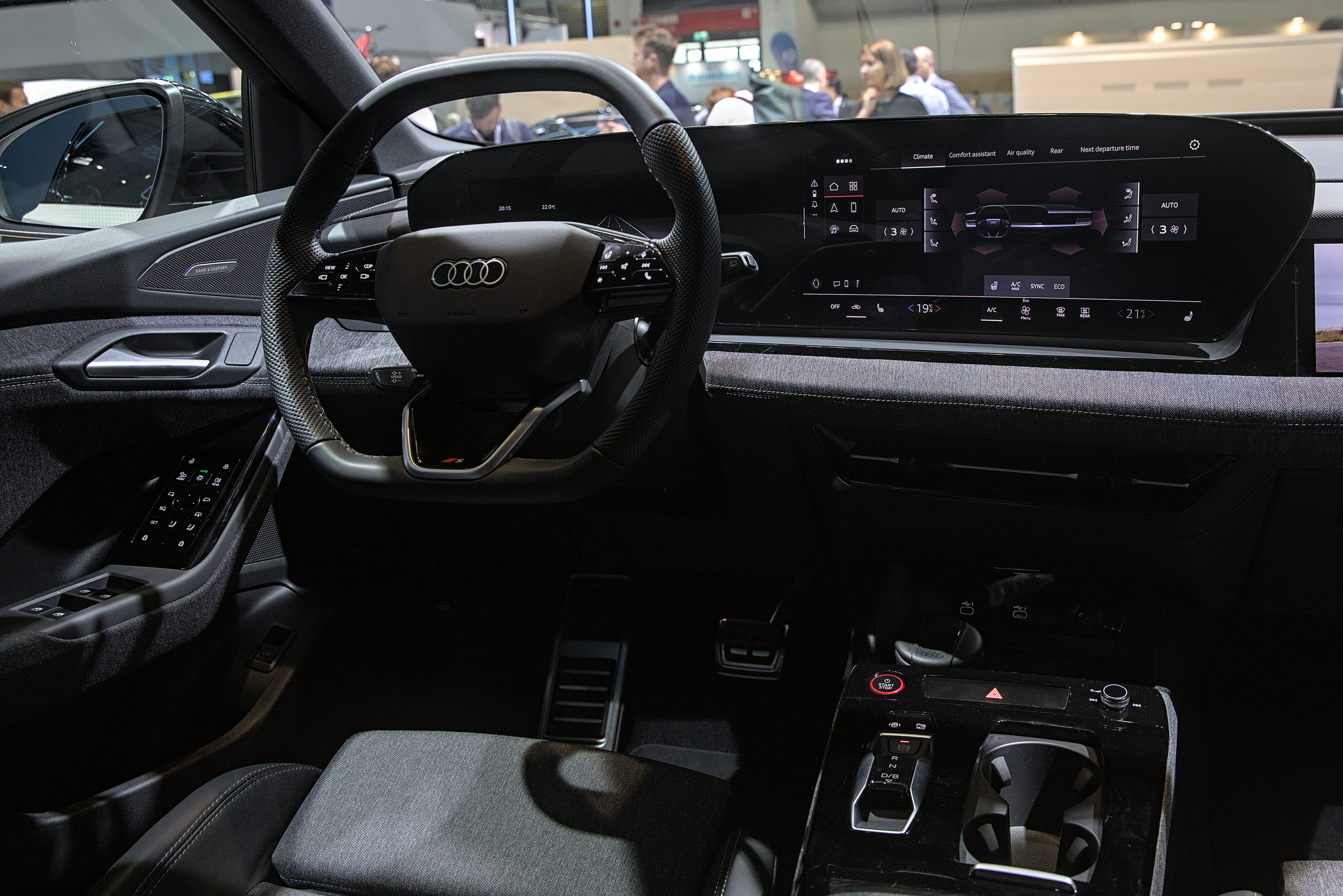
Interni

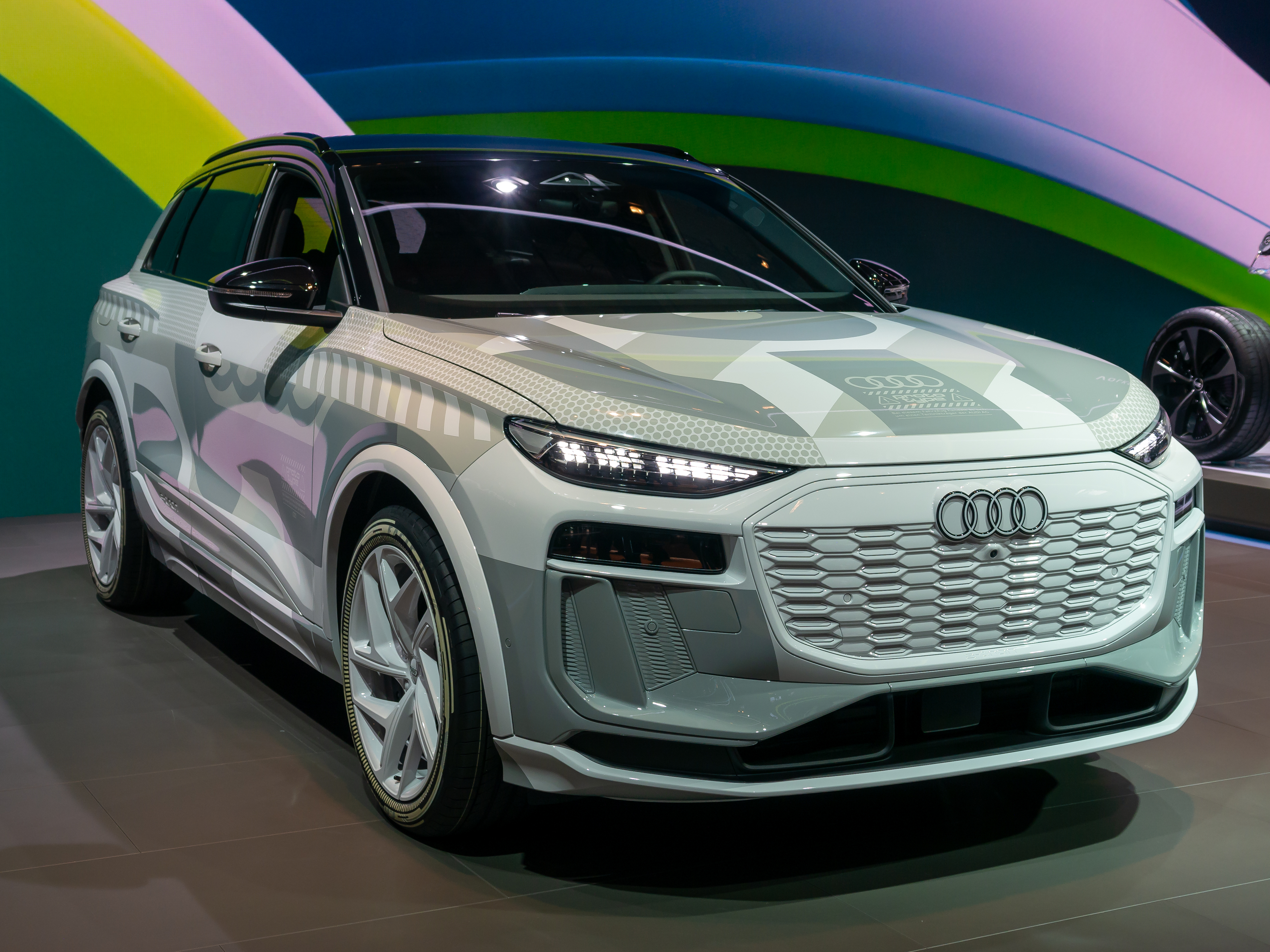
Prototipo preserie del 2023

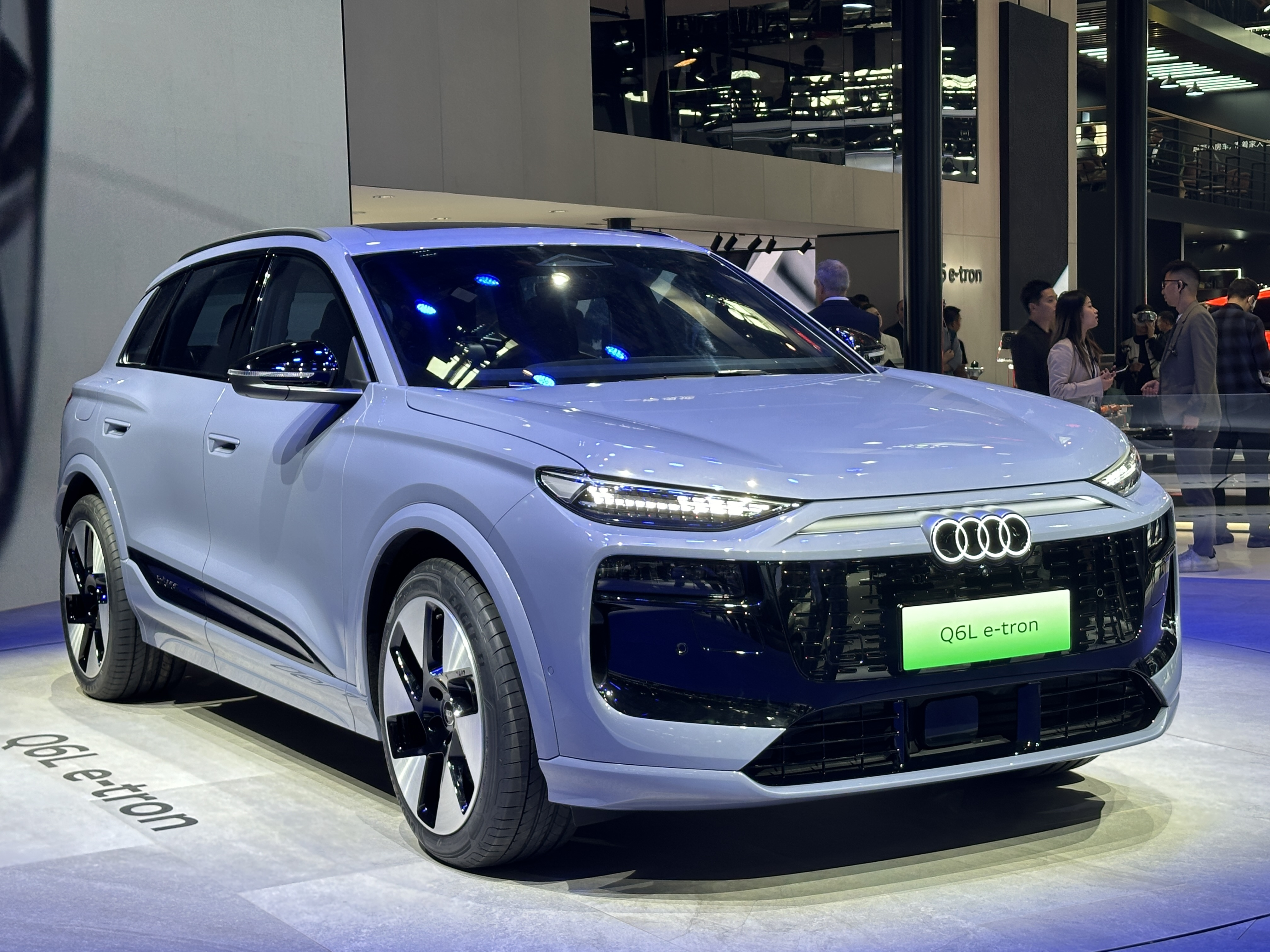
Q6L

La Q6 e-tron è un crossover SUV di medie dimensioni, alimentato solo da motorizzazioni elettriche. È il terzo modello 100% elettrico del costruttore tedesco dopo la Q8 e-tron (2019) e la Q4 e-tron (2021).
Basata sulla piattaforma inedita Premium Electric sviluppata in collaborazione da Audi e Porsche, è la prima vettura del marchio che adotta tale architettura, ed è stata presentata dapprima il 4 settembre 2023 al salone di Monaco sotto forma di prototipo di preserie prima della sua presentazione ufficiale avvenuta il 18 marzo 2024.
La vettura è dotato di una batteria Li-NMC (ioni di litio Nichel-Manganese-Cobalto) fornita dalla Contemporary Amperex Technology (CATL).